# Amersham
Amersham Anglia délkeleti részén fekvő kisváros Buckinghamshire megyében 43 kilométerre London északnyugati részétől. A lakosság a 2011-es népszámlálás szerint 14,384 fő.
A város két részre osztható fel, a völgyben fekvő Old Amershamre, egy 13. századbeli templommal és számos régi, hangulatos kocsmával, fogadóval, és a dombon lévő, a 20. század első felében épült Amersham-on-the-Hillre, ahol a vasútállomás, postahivatal és bankok találhatók.

## Történelme
A város története a korai angolszász időkig nyúlik vissza, akik Egmondeshamként emlegették a települést. 1086-ban a Domesday Book már Elmodeshamnek nevezi.
1200-ban Geoffrey, Essex grófja rendelete szerint a városban pénteken vásárt lehetett tartani. 1521-ben a katolikusok máglyán égettek meg a hitükért hét protestánst Amershamben.
A dombon lévő új városrészre, Amersham-on-the-Hillre egészen 1892-ig Amersham Commonként hivatkoztak a Metropolitan line elkészültéig. Ezután a terület rohamosan fejlődni és növekedni kezdett, sokat köszönhetően az építész John Konnard hozzájárulásának. A helyi lakosok közül a mai városrészt sokan csak "Top Amersham", "Top Town" vagy "New Town"-ként emlegetik.

## Gazdasága
Eleinte Amersham piacán főleg gabonakereskedelem folyt, amit jellemzően a londoni kereskedők vásároltak fel a helyiektől. Később a 17. század és 18. század folyamán a sörfőzés került a középpontba. Számos tulajdonosváltás után 1775-ben William Weller High Wycombeból vette meg a helyi sörfőzdét. Weller és örökösei az elkövetkező 150 év alatt jól működő vállalkozást indítottak be sok helyi kocsma felvásárlásával. A sörfőzéssel párhuzamosan a cserzés, csipkekészítés és téglagyártás is promináns iparággá nőtte ki magát a városban. A második világháború alatt egy tudományos kutatóintézet is érkezett Amershambe, ami számos név -és tulajdonos változtatás után ma a GE Healthcare részét képezi.

## Fordítás
Ez a szócikk részben vagy egészben  az   Amersham című angol Wikipédia-szócikk fordításán alapul.  Az eredeti cikk szerkesztőit annak laptörténete sorolja fel. Ez a jelzés csupán a megfogalmazás eredetét és a szerzői jogokat jelzi, nem szolgál a cikkben szereplő információk forrásmegjelöléseként.